# Rhinocricus divisus
Rhinocricus divisus är en mångfotingart som beskrevs av Chamberlin 1955. Rhinocricus divisus ingår i släktet Rhinocricus och familjen Rhinocricidae. Inga underarter finns listade i Catalogue of Life.